# Línea 494 (Montevideo)
La línea 494 de la red de transporte urbano de Montevideo une el Cementerio del Buceo con Delta del Tigre. 

## Características

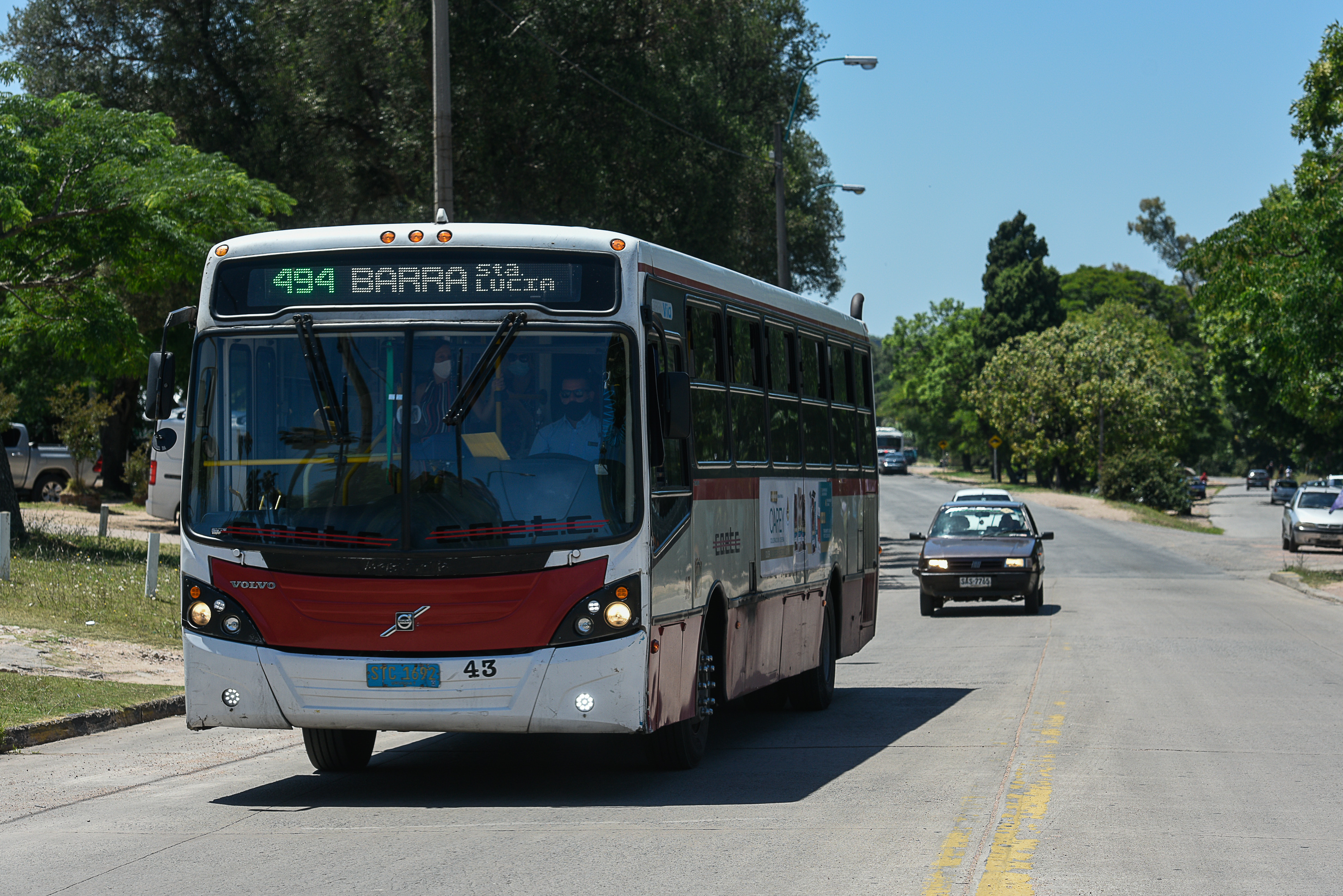
Línea 494 circulando por la Avenida Luis Batlle Berres

En algunos recorridos el servicio es extendido hasta Delta del Tigre o el kilómetro 26 de la Ruta 1, en el departamento de San José, quedando los destinos de la La Barra y Delta del Tigre como destinos intermedios. 
Dicho recorrido fue creado en los años setenta, como un ramal un ramal de la entonces línea 95, la cual en los años noventa, con la desaparición de la Cooperativa de Transportes del Sur, y al ser adquirida por la Cooperativa de Obreros y Empleados del Transporte Colectivo el histórico ramal es convertido en una línea independiente, con la denominación actual de 494.

### Frecuencias
| Línea 494                           | Días hábiles | Sábados | Domingos |
| ----------------------------------- | ------------ | ------- | -------- |
| Primera salida de Cementerio Buceo  | 00:25        | 00:25   | 00:23    |
| Última salida de Cementerio Buceo   | 22:52        | 22:56   | 22:54    |
| Primera salida de Barra Santa Lucía | 01:41        | 01:44   | 01:45    |
| Última salida de Barra Santa Lucía  | 21:13        | 23:28   | 21:49    |

| Línea 494                         | Días hábiles | Sábados | Domingos |
| --------------------------------- | ------------ | ------- | -------- |
| Primera salida de Ruta 1 km 26    | 05:35        | 06:00   | 05:35    |
| Última salida de Ruta 1 km 26     | 22:55        | 22:29   | 22:26    |
| Primera salida de Delta del Tigre | 06:02        | 05:14   | 06:02    |
| Última salida de Delta del Tigre  | 22:26        | 22:55   | 22:55    |

## Recorridos
En varios sentidos circula por los barrios montevideanos Buceo, Pocitos Nuevo, Parque Batlle, Tres Cruces, Cordón, Centro, La Aguada, Arroyo Seco, Bella Vista, Prado, Paso Molino, Belvedere, Nuevo París, Barrio Sarandí, Paso de la Arena, el pueblo de Santiago Vázquez y el barrio Delta del Tigre de Ciudad del Plata.

En algunas ocasiones y durante los días de vista, accede a los accesos de la Unidad Penitenciaria de Santiago Vázquez.
| Ida - Cementerio del Buceo - Bulevar José Batlle y Ordóñez - Avenida Ramón Anador - Avenida Alfredo Navarro - Avenida Américo Ricaldoni - Avenida Italia - Salvador Ferrer Serra - Juan Paullier - Colonia - Avenida Rondeau - Gral. Caraballo - Avenida Agraciada - San Quintín - Santa Lucía - Eduardo Paz Aguirre - Avenida Luis Batlle Berres (Terminal de Paso de la Arena) - Avenida Luis Batlle Berres - Ruta 1 (vieja) - Avenida Al Delta - Las Perlas - Manila - Avenida del Malecón - Goleta - Las Perlas - Delta del Tigre | - Delta del Tigre - Goleta - Avenida del Malecón - Manila - Las Perlas - Avenida Al Delta - Ruta 1 (vieja) - Avenida Luis Batlle Berres - (Terminal de Paso de la Arena) - Avenida Luis Batlle Berres - Eduardo Paz Aguirre - Santa Lucía - Córdoba - José Llupes - Avenida Agraciada - Paraguay - Avenida del Libertador - Mercedes - Eduardo Víctor Haedo - Avenida Italia - Avenida Américo Ricaldoni - Avenida Alfredo Navarro - Avenida Ramón Anador - Bulevar José Batlle y Ordóñez - Cementerio del Buceo |

En caso de que su recorrido finalice en el kilómetro 26 de la ruta 1, el mismo circula por el antiguo emplazamiento de la ruta 1 y continúa por las calles Rivera, San José, Rocha, Florida y Rivera hasta llegar a su destino. En su regreso circula por las mismas calles hasta su recorrido habitual. 

### Destinos intermedios
Ida
1. Paso de la Arena

Vuelta
1. Palacio de la Luz
2. Estadio Centenario